# Entenklemmer

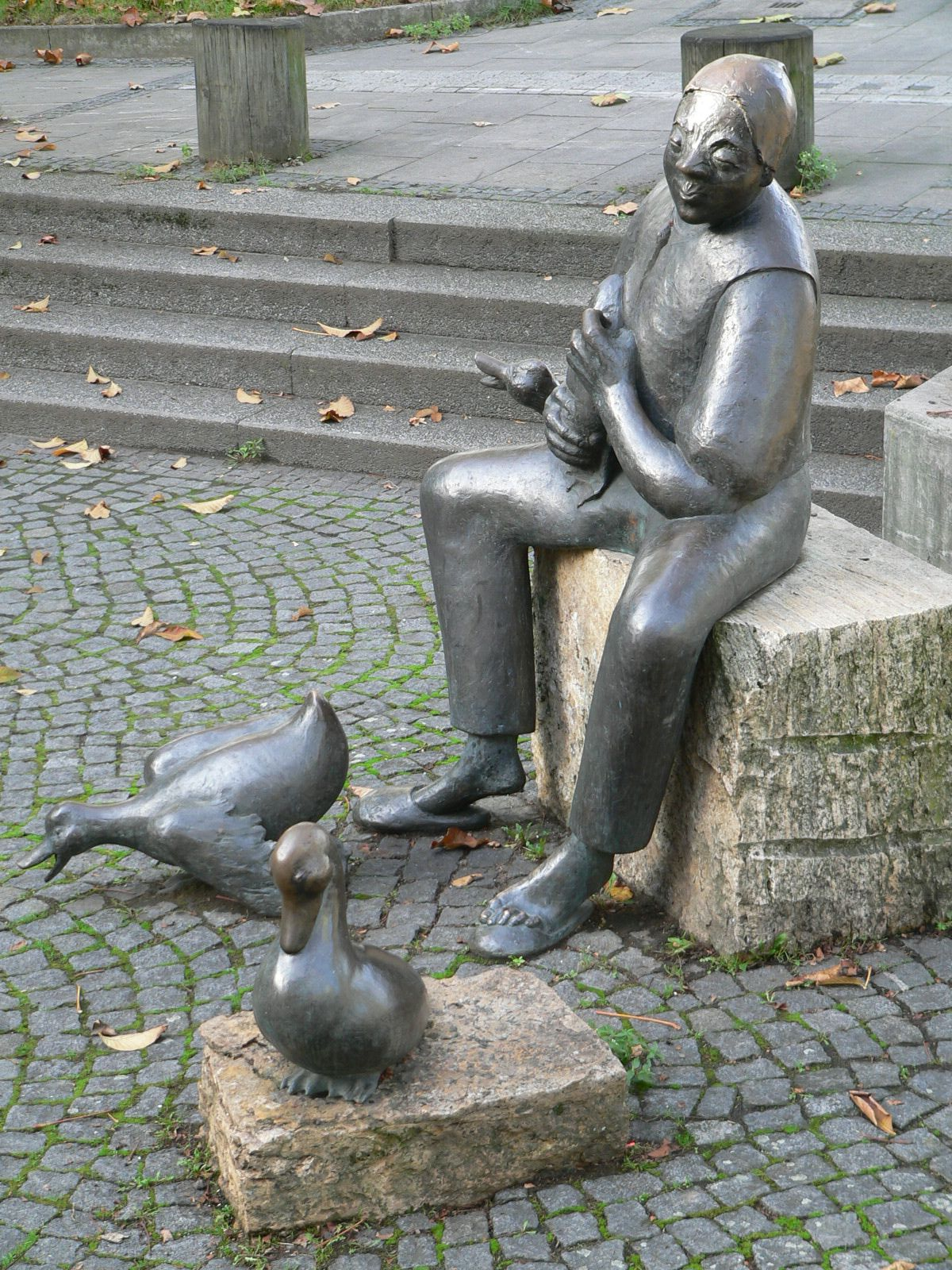
Elke Krämer: Thaddäus Trolls Entaklemmer in Stuttgart-Bad Cannstatt

Unter einem Entenklemmer (Entaklemmer oder Endaklemmer) wird im Schwäbischen ein geiziger Mensch verstanden. Die Herkunft des Begriffs wird damit erklärt, dass Enten ihre Eier nicht nur im Nest legen, sondern auch in freier Wildbahn. Soll der Ente ein Freigang gewährt werden, so klemmt der Entenklemmer den hinteren Körperteil der Ente mit Daumen und Zeigefinger ein, um damit zu fühlen, ob in nächster Zeit ein Ei gelegt wird. Falls dies der Fall ist, bekommt die Ente Aufstallung verordnet, damit die Ente das Ei nicht in freier Wildbahn und damit unerreichbar für ihren Besitzer legt. Eine andere Erklärung des Begriffs Entenklemmer ist, dass der Verkäufer der Ente vor dem Verkauf noch ein Ei abpresst, um dieses selbst zu behalten und dies nicht dem späteren Käufer zufällt.
Der schwäbische Schriftsteller Thaddäus Troll hat 1976 Molières Stück Der Geizige zu einem Lustspiel mit dem Namen Der Entaklemmer adaptiert.
Die Bildhauerin Elke Krämer hat 1989 den Entaklemmer von Thaddäus Troll in Bad Cannstatt gestaltet.